# Carapinheira (pera)
Carapinheira es el nombre de una variedad cultivar de pera europea Pyrus communis. Esta pera está cultivada en la colección de la Estación Experimental Aula Dei (Zaragoza). Esta pera variedad muy antigua es originaria de Portugal, se cree oriunda de la freguesia portuguesa de Carapinheira del concelho de Montemor-o-Velho, de donde toma su nombre, y actualmente después de trabajos de mejora de sus características, se comercializa como fruta de mesa de calidad. Esta pera está muy cultivada en la región de Sintra y alrededores de Lisboa

## Historia
En Portugal 'Carapinheira' está considerada incluida en las variedades locales autóctonas muy antiguas, cuyo cultivo se centraba en comarcas muy definidas. Se caracterizaban por su buena adaptación a sus ecosistemas y podrían tener interés genético en virtud de su adaptación.
Se han mejorado sus características organolépticas generales y actualmente está considerada como una buena pera de distribución comercial de mesa.

## Características
La pera de la variedad 'Carapinheira' fue descrita por Natividade, 1943 : 21.
El peral de la variedad 'Carapinheira' tiene un vigor medio; florece a finales de abril; tubo del cáliz amplio, en embudo muy cóncavo con conducto corto, medianamente ancho.
La variedad de pera 'Carapinheira' tiene un fruto de tamaño medio; forma variable, doliforme, esferoidal o maliforme, sin cuello, en general asimétrica, con un contorno irregularmente redondeado; piel lisa, brillante o mate; color de fondo amarillo verdoso o pajizo muy claro sin o con chapa muy leve rosa ciclamen claro, presenta un punteado abundante, ruginoso-"russeting", a veces sobre la chapa es rojizo, "russeting" (pardeamiento áspero superficial que presentan algunas variedades) débil; pedúnculo de longitud corto o mediano, fuerte, a veces semicarnoso, carnoso y formando anillos en la base, recto, implantado derecho o ligeramente oblicuo, cavidad peduncular muy superficial, a veces limitada en un repliegue en la base del pedúnculo, forma irregular, con frecuencia mamelonada; cavidad calicina muy amplia, poco profunda, muy irregular, a veces el interior es plisado o surcado, con el borde fuertemente ondulado o mamelonado; ojo mediano, abierto o semicerrado, forma irregular; sépalos lanosos, cóncavos en la base, generalmente erectos aunque a veces están partidos quedando solo la base.
Carne de color blanco crema; textura medio firme, granulosa, harinosa, poco jugosa; sabor muy dulce pero soso y sin aroma; corazón de tamaño medio, redondeado o fusiforme, muy pedregoso. Eje largo, más o menos abierto en la parte superior. Celdillas pequeñas redondeadas, muy altas. Semillas pequeñas, redondeadas, semiglobosas, ligeramente apuntadas y ganchudas en la inserción y con iniciación de espolón, de color castaño rojizo claro, no uniforme, muy gelatinosas.
La pera 'Carapinheira' tiene una maduración durante la segunda decena de agosto (en E. E. Aula Dei de Zaragoza). Aguanta en buenas condiciones un mes de almacenamiento en un ambiente refrigerado. Se usa como pera de mesa fresca, y en cocina.